# 37. Armee (Rote Armee)
Die sowjetische 37. Armee (russisch 37-я армия) war ein Großverband der Roten Armee, die mit mehreren Unterbrechungen während des Zweiten Weltkrieges operierte. Die Armee nahm 1941 an Kampfhandlungen um Kiew, 1942 im Süden Russlands und 1943/44 in der Ukraine sowie in Moldawien teil. In den Jahren 1944/47 fungierte sie als sowjetische Besatzungsmacht in Bulgarien.

## Geschichte

### Erste Formation
Die 37. Armee wurde am 23. Juli 1941 während der deutschen Offensive in der Ukraine (Unternehmen Barbarossa) auf der Grundlage des befestigten Gebiets von Kiew gebildet. Die Armee war der Südwestfront (Generaloberst M. P. Kirponos) unterstellt und besetzte zunächst während der Schlacht um Kiew den Sektor zwischen Swjatilnoje und Scherebjatin.
Armeegliederung am 1. August 1941
- 87. Schützendivision
- 147. Schützendivision
- 171. Schützendivision
- 175. Schützendivision
- 206. Schützendivision
- 284. Schützendivision
- 295. Schützendivision

- 3. Luftlandekorps
- 28. Gebirgsschützen-Division

Generalmajor Wlassow übernahm am 8. August den Oberbefehl, ihm standen an der südlichen Verteidigungsfront 108.750 Mann und 1116 Geschütze zur Verfügung. Ab dem 24. August zielten die Hauptanstrengungen der 37. Armee darauf ab, den deutschen Brückenkopf in der Nähe des Dorfes Okuninowo zu beseitigen. Die Armeetruppen wurden Anfang September infolge der Vereinigung der deutschen Panzergruppen 1 und 2 im Raum Lochwitza zusammen mit anderen sowjetischen Einheiten in der Stadt Kiew abgeschnitten und geriet in die Kesselschlacht. Nur schwachen Gruppen gelang es, sich zu den sowjetischen Hauptstreitkräften nach Osten anzuschließen. Die offizielle Auflösung erfolgte am 25. September 1941.

### Zweite Formation
Am 15. November 1941 wurde eine neue 37. Armee gebildet, die im Raum Rostow am Don Teil der Südfront wurde. Die zweite Formation umfasste die 51., 96., 99., 216., 253. und 295. Schützendivision sowie mehrere andere Einheiten.
Während der Schlacht um Rostow (17. November – 2. Dezember 1941) operierte sie gegen die Flanken der deutschen 1. Panzerarmee und trug maßgebend zur Wiedereinnahme von Rostow bei. Ihre Divisionen erreichten dabei den Fluss Mius bei Kuibyschewo und Berestow. Im Januar 1942 nahm die Armee an der Barwenkowo-Losowajaer Operation teil und lieferte sich im Februar und Anfang März Offensivkämpfe in Richtung Kramatorsk.
Im Juli 1942 wurde das Oberkommando der 37. Armee an die Nordkaukasus-Front und im August an die Transkaukasische Front verlegt, wo sie mit neu zugeordneten Divisionen an der Kaukasus-Operation teilnahm. Die Armeetruppen lieferten schwere Kämpfe in den Verteidigungsoperationen Tichorezk-Stawropol, Mosdok-Malgobek und Naltschik-Ordschonikidse. Im Januar 1943 eroberte die Armee nach dem deutschen Rückzug aus dem Nordkaukasus die Städte Kislowodsk, Pjatigorsk (zusammen mit der 9. Armee), Jessentuki und Tscherkessk zurück. Am 24. Januar 1943 wurde die Armee an die neu formierte Nordkaukasische Front versetzt, um an der Krasnodar-Operation teilzunehmen  Im Juli 1943 wurden die Einheiten der 37. Armee an die 9. Armee bzw. die 56. Armee abgegeben und ihr Oberkommando in die Reserve überführt.

### Dritte Formation
Am 7. September 1943 wurde die 37. Armee als Teil der Steppenfront (ab Oktober 2. Ukrainische Front) neu formiert und umfasste das 57. und 82. Schützenkorps, die selbständige 53. Schützendivision sowie weitere kleinere Einheiten.
Ende September 1943 überquerte die Armee den Dnjepr und bildete einen Brückenkopf an seinem rechten Ufer im Gebiet von Keleberda (Krementschuk) und Mischurin Rog. Am 15. Januar 1944 wurde die 37. Armee an die 3. Ukrainische Front angeschlossen. Im Frühjahr 1944 beteiligte sich die Armee an der Offensive in der Südwestukraine und in Moldawien. Insbesondere war sie bei der Rückeroberung  der Städte Kriwoi Rog (zusammen mit der 46. Armee), Wosnessensk und Tiraspol beteiligt. Im August 1944 nahm die Armee an der Operation Jassy-Kischinew teil.
Am 5. September 1944 erklärte die Sowjetunion Bulgarien den Krieg, doch die dortige Regierung unter dem Ministerpräsidenten Konstantin Murawjew befahl ihren Truppen, den einmarschierenden Einheiten der 3. Ukrainischen Front keinen Widerstand zu leisten. In den folgenden Tagen besetzten sie das gesamte Gebiet Bulgariens, wobei die 37. Armee bis Kriegsende im Südosten Bulgariens (Region Burgas, Jambol, Kasanlak) stationiert blieb.
Armeegliederung am 1. Mai 1945
34. Schützenkorps, Generalmajor Iwan Stepanowitsch Kosobutzki
- 259. Schützendivision
- 353. Schützendivision
- 394. Schützendivision

66. Schützenkorps, Generalmajor Dmitri Andrejewitsch Kuprijanow
- 195. Schützendivision
- 244. Schützendivision
- 333. Schützendivision

82. Schützenkorps, Generalmajor Pawel Grigorjewitsch Kusnezow
- 28. Garde-Schützendivision
- 92. Garde-Schützendivision
- 188. Schützendivision
- 255. Marine-Schützen-Brigade
- 35. Flugabwehr-Artillerie-Division

Im Dezember 1944 wurde die 37. Armee in 37. Separate Armee umbenannt und blieb die Haupteinheit auf bulgarischem Gebiet, abgespalten von den anderen Armeen der 3. Ukrainischen Front, die ihre Offensive durch Jugoslawien nach Ungarn fortsetzte. Zum Oberbefehlshaber der Armee wurde Generaloberst Sergei Birjusow ernannt, der gleichzeitig Vorsitzender der Alliierten Kontrollkommission in Bulgarien war und als wichtigster Militärberater der prosowjetischen Regierung fungierte, die nach dem Putsch vom 9. September gebildet wurde.
Im Jahr 1946 wurde die 37. Separate Armee in die 10. Mechanisierte Armee umgewandelt und nach dem Ende der sowjetischen Besetzung Bulgariens im Jahr 1947 aufgelöst.

## Führung
Oberbefehlshaber
- Generalmajor Andrei Andrejewitsch Wlassow (8. August – 25. September 1941)
- Generalmajor Anton Iwanowitsch Lopatin (15. November 1941 bis 23. Juni 1942)
- Generalmajor Pjotr Michailowitsch Koslow (23. Juni 1942 bis 13. Mai 1943)
- Generalleutnant Konstantin Apollonowitsch Korotejew (13. Mai – 20. Juli 1943)
- Generalmajor Alexander Alexejewitsch Filatow (21. Juli – 13. August 1943)
- Generalmajor Alexander Iwanowitsch Ryschow (13. – 28. August 1943)
- Generalleutnant Michail Nikolajewitsch Scharochin (29. August 1943 bis 29. Oktober 1944)
- Generaloberst Sergei Semjonowitsch Birjusow (29. Oktober 1944 bis 12. Juni 1946)

Generalstabschefs
- Konstantin Leonidowitsch Dobroserdow (23. Juli – 25. September 1941)
- Iwan Semjonowitsch Warennikow (15. November 1941 bis 5. Oktober 1942)
- Wladimir Nikolajewitsch Rasuwajew  (5. Oktober 1942 bis 3. Januar 1943)
- Wiktor Iwanowitsch Petuchow (3. Januar – 12. Mai 1943)
- Alexander Nikolajewitsch Kolomin (12. Mai – 20. Juli 1943)
- Pjotr Andrejewitsch Dikow (20. – 30. Juli 1943)
- Aref Konstantinowitsch Blasej (30. Juli 1943 bis 5. August 1946)

Mitglied des Militärrats
- Iwan Wassiljewitsch Lutaj (23. Juli – 25. September 1941)
- Nikolai Konstantinowitsch Popow (15. November 1941 bis 19. Juni 1942)
- Pawel Andrejewitsch Najdenow (9. Dezember 1941 bis 15. September 1943)
- Iwan Fjodorowitsch Abaulin  (19. Juni – 31. Juli 1942)
- Andrei Stepanowitsch Bagnjuk (1. August 1942 bis 12. November 1943)
- Wladimir Wassiljewitsch Sosnowikow (15. September 1943 bis 9. Mai 1945)
- Iwan Semjonowitsch Anoschin (12. November 1943 bis 11. Mai 1944)
- Wassili Dmitriewitsch Schabanow (11. Mai 1944 bis 3. Mai 1946)